# Rivière Wakeham
Rivière Wakeham är ett vattendrag i Kanada.   Det ligger i provinsen Québec, i den östra delen av landet, 1 800 km norr om huvudstaden Ottawa.
Omgivningarna runt Rivière Wakeham är i huvudsak ett öppet busklandskap. Trakten runt Rivière Wakeham är nära nog obefolkad, med mindre än två invånare per kvadratkilometer.